# Winchester
Winchester – miasto (city) w południowej Anglii (Wielka Brytania), ośrodek administracyjny hrabstwa Hampshire oraz dystryktu Winchester, położone nad rzeką Itchen, na zachodnim skraju parku narodowego South Downs. W 2011 roku liczyło 45 184 mieszkańców. Stolica Anglii do przełomu XII i XIII wieku.

## Historia i zabytki
Winchester swymi korzeniami sięga do rzymskiego miasta Venta Belgarum, które powstało na kanwie oppidum z epoki żelaza.
W Winchesterze znajduje się znana, jedna z większych na terenie Europy, wzniesiona w XI wieku katedra. Była ona świątynią zakonu benedyktynów, pozostała od czasu reformacji macierzystym kościołem diecezji winchesterskiej. W katedrze spoczywają dwaj królowie Danii i Anglii: Kanut Wielki z żoną królową Emmą i król Hardekanut. W krypcie znajduje się rzeźba "Sound II" Antoniego Gormleya. Jest tu również kilka prac rzeźbiarza Piotra Eugeniusza Balla. Tu pochowana jest również Jane Austen, która na terenie miejscowości zmarła 18 lipca 1817 roku. Znajduje się tu również "The Close", teren przykościelny (jego część sięga XIII wieku), jak również ogród dziekana Garniera.
Na terenie miasta znajduje się również zamek z XII wieku, z Wielką Salą przebudowaną w latach 1222–1235, która w dawnej formie istnieje po dziś dzień. Na jednej z jej ścian wisi od 1463 roku Okrągły Stół Króla Artura, który de facto datowany jest na XIII wiek, przez co w rzeczywistości nie może być wiązany z owianym legendą królem Arturem. Pierwotnie stół nie był pokryty żadnymi wzorami, jednak w 1522 roku został pomalowany dla króla Henryka VIII.

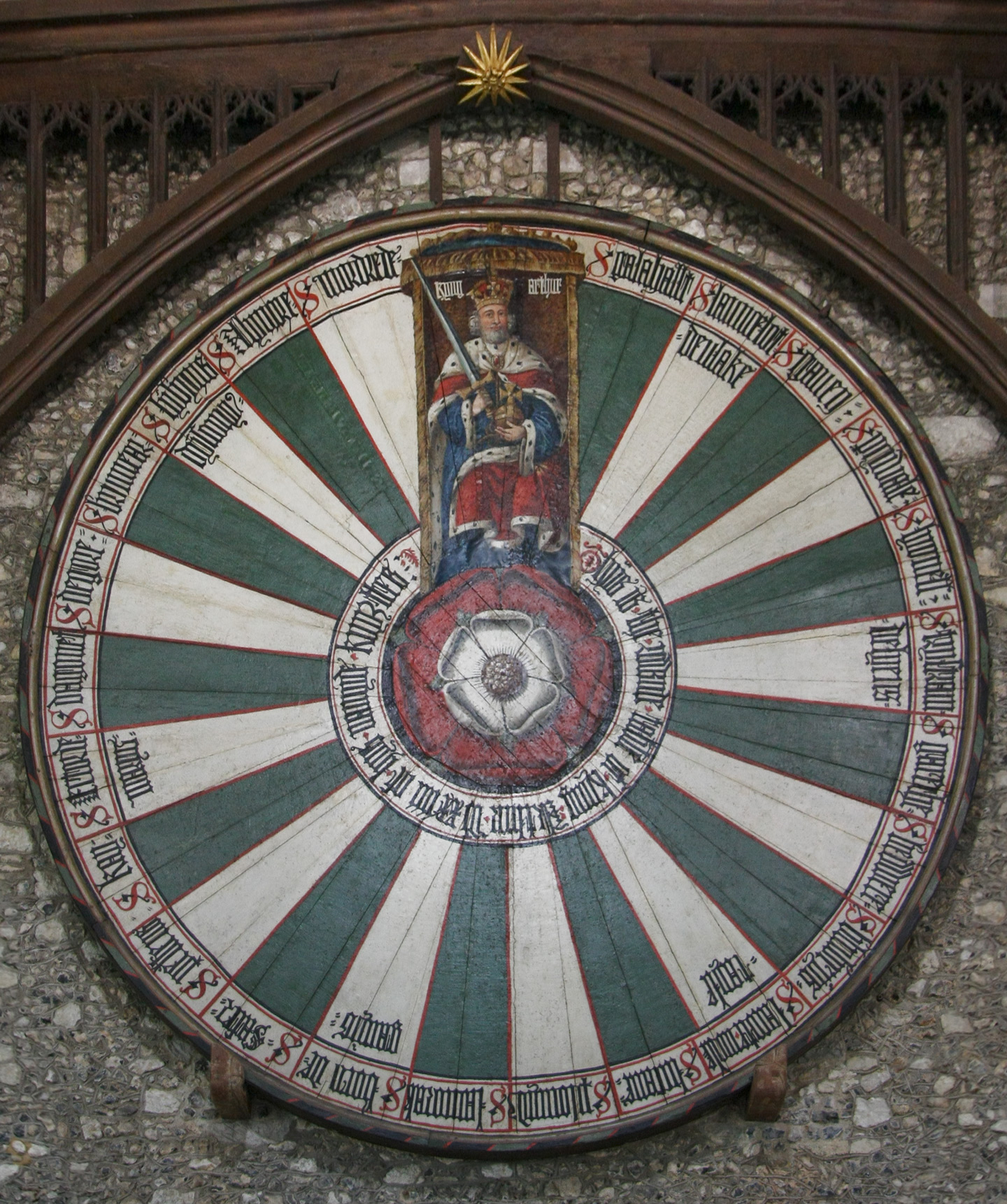
Okrągły Stół Króla Artura na ścianie Wielkiej Sali w Zamku Winchester

## Kultura
Od 1974 roku Winchester jest gospodarzem corocznej imprezy zwanej Hat Fair, w ramach której odbywają się uliczne teatry, artystyczne performance, warsztaty i liczne spotkania w miejscowych lokalach.
Dla Winchesteru wydawane są trzy czasopisma: Hampshire Chronicle (wydawany od 1772 roku), Winchester News Extra oraz niezależny Mid-Hants Observer.
Miasto posiadało własną stację radiową, zwaną Win FM, która nadawała od października 1999 do października 2007 roku.

## Miasta partnerskie
| Miasto | Kraj    | Data rozpoczęcia współpracy |
| ------ | ------- | --------------------------- |
| Laon   | Francja | brak danych                 |
| Gießen | Niemcy  | brak danych                 |